# Donzaleigh Abernathy
Donzaleigh Abernathy (Montgomery, 1957. augusztus 5. –) amerikai színésznő, író és polgárjogi aktivista.

## Fiatalkora
Édesanyja éppen vele volt várandós, amikor 1957. január 10-én a hajnali órákban felrobbantották szülei otthonát, nem sokkal a Montgomery-i buszbojkott sikeres lezárása után. A szegregált montgomery-i St. Jude’s kórházban született és ott élt a „Szabadságmenet” mozgalom idején is. 1962-ben, Martin Luther King kérésére a család Atlantába költözött, ahol Abernathy felnőtt. Édesapja, Ralph David Abernathy tovább folytatta munkáját King oldalán a polgárjogi mozgalom vezetőjeként. 1965-ben, miután részt vettek a „Selmától Montgomery-ig tartó menetben a szavazati jogért”, az Abernathy-gyerekek – a King-gyerekekkel együtt – beiratkoztak a Spring Street Elementary Schoolba, és ezzel megindították a közoktatási intézmények tömeges integrációját a Délen. Rövid ideig a Northside High School for the Performing Arts tanulója volt, majd a pennsylvaniai Bucks megyében található George School nevű kvéker előkészítő iskolában végzett.
Édesapja Ralph David Abernathy tiszteletes volt, az amerikai polgárjogi mozgalom társalapítója és társelnöke, édesanyja pedig Juanita Jones Abernathy, egész életében aktív polgárjogi harcos. Ő maga, húga Juandalynn és bátyja Ralph David III szüleikkel együtt részt vettek az összes jelentős polgárjogi felvonuláson, és első kézből tanúi voltak a mozgalom sok meghatározó eseményének. Családja szoros kapcsolatban állt Martin Luther King családjával, aki szintén a polgárjogi mozgalom egyik kiemelkedő vezetője volt. Az Abernathy- és King-gyerekek együtt jártak iskolába, közös szabadidős tevékenységeken vettek részt, együtt vacsoráztak szombat és vasárnap esténként, sőt együtt nyaraltak és ünnepeltek is. Abernathy elmondása szerint a két család gyerekei rendszeresen előadásokat tartottak szüleiknek és gyerekkori színjátszótanáruknak, Mr. Walter Robertsnek – aki Julia Roberts és Eric Roberts színészek édesapja volt. Az előadásokat Yolanda King, Martin Luther King egyik lánya rendezte, míg maga Dr. King videóra vette őket. Abernathy így emlékszik vissza: „igazából ekkor kezdtem el színészkedni.” Férje Dar Dixon színész és producer.

## Pályafutása
Miután elvégezte a bostoni Emerson College-ot, New Yorkba költözött. Első munkáját egy Off-Off Broadway-produkció meghallgatása után kapta meg, majd a Saturday Night Live produkciós- és jelmeztervezőivel, Eugene Lee-vel és Franne Lee-vel dolgozott együtt. Színészként Lady Orange szerepét játszotta a For Colored Girls című darab Alliance Theatre-féle délkeleti Equity turnéján, valamint Iris szerepét az Antony and Cleopatra című előadásban, Jane Alexander és Ed Moore oldalán, szintén az Alliance Theatre színpadán. Ezt követően számos filmben és tévéfilmben szerepelt, például Mrs. Don Kinget alakította az HBO díjnyertes drámájában, Don King: Only in America-ban. A polgárháborús történelmi drámában, az Istenek és katonák című filmben Martha nevű rabszolganőt formálta meg. Habár maga a film nem aratott osztatlan sikert a kritikusok körében, Abernathy alakítását Roger Ebert filmkritikus külön is méltatta. Egy másik kritikus úgy fogalmazott: „Abernathy Martha-figurája egyszerre sugároz erőt és bájt.” Négy éven át volt állandó szereplő a Lifetime csatorna Jelen és múlt című sorozatában.
Mivel életét szó szerint a polgárjogi mozgalom közepette kezdte meg – miután szülei otthonát felrobbantották – egész életét a polgári és emberi jogok védelmének szentelte.
A Smithsonian Institution 2001-ben megjelent esszékötetének, .In the Spirit of Martin: The Living Legacy of Dr. Martin Luther King, Jr Abernathy az egyik közreműködő szerzője volt. 2004-ben megírta Partners to History – Martin Luther King, Ralph David Abernathy and the Civil Rights Movement című könyvét, amelyet szülei tiszteletére írt. A könyvet az amerikai könyvtáregyesület 2003-ban a „Legjobb könyvek fiatal felnőtteknek” egyik jelöltjeként ismerte el.

## Filmográfia

### Film
| Év   | Magyar cím                 | Eredeti cím                 | Szerep         | Magyar hang |
| ---- | -------------------------- | --------------------------- | -------------- | ----------- |
| 1994 | Seholsincs csapat          | Camp Nowhere                | Dorothy Welton |             |
| 1995 | A menekülő ember éjszakája | Night of the Running Man    | Francine       |             |
| 1995 |                            | Lone Justice 2'             | Effie Petit    |             |
| 2003 | Istenek és katonák         | Gods and Generals           | Martha         |             |
| 2003 | Gyilkos kobold 6.          | Leprechaun: Back 2 tha Hood | Esmeralda      |             |
| 2006 | Süthetjük                  | Grilled                     | Karen          |             |
| 2015 |                            | Fingerprints                | Delphine Frost |             |
| 2016 |                            | Sleight                     | Mary           |             |
| 2016 |                            | 59 Seconds                  | Katherine      |             |
| 2020 |                            | The Industry Did It         | Urtha néni     |             |

### Televízió
| Év         | Magyar cím                    | Eredeti cím                             | Szerep              | Megjegyzések                                      |
| ---------- | ----------------------------- | --------------------------------------- | ------------------- | ------------------------------------------------- |
| 1990       |                               | Murder in Mississippi                   | Sue                 | tévéfilm                                          |
| 1990, 1992 |                               | L.A. Law                                | Jenny Manley, Naomi | 2 epizód                                          |
| 1992       |                               | Grass Roots                             | Cora Mae Turner     | tévéfilm                                          |
| 1993       |                               | Sirens                                  | Mariah Henry        | 1 epizód                                          |
| 1993       |                               | Bodies of Evidence                      | Clarissa Watson     | 1 epizód                                          |
| 1993       |                               | Ned Blessing: The True Story of My Life | Effie Pettit        | 1 epizód                                          |
| 1994       | New York rendőrei             | NYPD Blue                               | Mrs. Danton         | 1 epizód                                          |
| 1994       | Danielle Steel: Családi album | Family Album                            | Lorrie              | - minisorozat - magyar hangja: - Bognár Gyöngyvér |
| 1995       |                               | Amazing Grace                           | D.A. Goodwin        | 1 epizód                                          |
| 1995       |                               | Cagney & Lacey: Together Again          | Alcina Lewis        | tévéfilm                                          |
| 1996       |                               | Dangerous Minds                         | Irene Timmons       | 1 epizód                                          |
| 1997       | Miss Evers fiai               | Miss Evers' Boys                        | Betty               | tévéfilm                                          |
| 1997       |                               | EZ Streets                              | Patricia Wyler      | 2 epizód                                          |
| 1997       |                               | The Burning Zone                        | Nora Dawson         | 1 epizód                                          |
| 1997       |                               | Don King: Only in America               | Henrietta King      | tévéfilm                                          |
| 1998       | A Kaméleon                    | The Pretender                           | Susan Healy         | 1 epizód                                          |
| 1998       | Chicago Hope Kórház           | Chicago Hope                            | Porschia Tate       | 1 epizód                                          |
| 1998       | Vihar                         | The Tempest                             | Mambo Azaleigh      | tévéfilm                                          |
| 1998–2002  | Jelen és múlt                 | Any Day Now                             | Sara Jackson        | - főszereplő - magyar hangja: - Illyés Mari       |
| 1999       | Lángoló égbolt                | The Sky's On Fire                       | Dr. Hellstrom       | tévéfilm                                          |
| 2002       | Igazságra várva               | Whitewash: The Clarence Brandley Story  | narrátor            | tévéfilm                                          |
| 2003       | 24                            | 24                                      | Barbara Maccabee    | 2 epizód                                          |
| 2004       | Amynek ítélve                 | Judging Amy                             | Denise Lawrence     | 1 epizód                                          |
| 2005–2006  |                               | Commander in Chief                      | Patricia            | mellékszereplő                                    |
| 2006       | Doktor House                  | House                                   | Brady               | 1 epizód                                          |
| 2008       | CSI: A helyszínelők           | CSI: Crime Scene Investigation          | Carolina Bell       | 1 epizód                                          |
| 2008–2009  |                               | Lincoln Heights                         | Hazel Glass         | 2 epizód                                          |
| 2012–2013  | The Walking Dead              | The Walking Dead                        | Dr. Stevens         | - 2 epizód - magyar hangja: - Kocsis Mariann      |
| 2013       | Shameless – Szégyentelenek    | Shameless                               | Tawny               | 1 epizód                                          |
| 2015       |                               | Father Pete's Corner                    | tündér              | minisorozat                                       |
| 2016       | Briliáns elmék                | Suits                                   | Gloria Danner       | 2 epizód                                          |
| 2016       |                               | Shooter                                 | Mrs. Fenn           | 2 epizód                                          |
| 2017       | Bűnös Chicago                 | Chicago P.D.                            | Jeanette Barnes     | 1 epizód                                          |
| 2019       |                               | Words & Actions                         | Monica Henderson    | 1 epizód                                          |
| 2021       | NCIS                          | NCIS                                    | Ellis               | 1 epizód                                          |
| 2022       |                               | Good Sam                                | Carla               | 1 epizód                                          |
| 2022       | Bírónő, kérem!                | All Rise                                | Ness anyja          | 1 epizód                                          |
| 2022       | 911 L.A.                      | 9-1-1                                   | Joanne Kingston     | 1 epizód                                          |